# Державне агентство автомобільних доріг України
Державне агентство автомобільних доріг України (Укравтодор) — колишній центральний орган виконавчої влади, що забезпечував реалізацію державної політики у сфері дорожнього господарства та управління автомобільними дорогами.
Діяльність Укравтодору спрямовував і координував Кабінет Міністрів України через Міністра інфраструктури України.
Укравтодор відповідаєв за стан автомобільних доріг загального користування державного значення (міжнародні, національні, регіональні, територіальні) в Україні, протяжність яких становить 46,6 тис. км.
Укравтодор був відповідальний не за всі автомобільні дороги України. За стан доріг місцевого значення (обласні, районні) протяжністю 122,8 тис. км відповідають обласні державні адміністрації. За 250 тис. км вулиць та доріг комунальної власності відповідають органи місцевого самоврядування.
13 січня 2023 року Кабінет Міністрів ухвалив рішення про створення Державного агентства відновлення та розвитку інфраструктури України на базі Укравтодору та Державного агентства інфраструктурних проектів

## Історія Державного агентства автомобільних доріг України

### Міністерство будівництва і експлуатації автомобільних доріг УССР (1968—1990)
- п'ять підрядних дорожньо-будівельних трестів (до 1970 року були організовані ще п'ять трестів, таких як Укрдорбудматеріали, Західдорбудматеріали і Укрдорбудіндустрія)
- близько 40 промислових підприємств
- дев'ять управлінь автомобільних доріг
- науково-дослідний і проєктно-вишукувальний інститут, ЦБТІ, обласні проєктні бюро та інші
- до 1970 проєктні бюро і групи дорожніх організацій були реорганізовані у філіали інституту Укрдіпродор
- до 1970 створена система постачання дорожніх організацій — облдорпостач
- створений спеціалізований проєктно-вишукувальний інститут Укрремдорпроєкт
- трест Оргдорбуд
- п'ять головних управлінь
  - Головдорупр, у підпорядкуванні якого були облдорупри;
  - Головмагістраль, у підпорядкуванні якої були упрдори;
  - Голввдорбуд, у підпорядкуванні якого були підрядні організації;
  - Головне управління промислових підприємств;
  - Головпостчзбут, у підпорядкуванні якого були облдорпостачі

### Укравтодор (1994—2023)
- В 2001 році Указом Президента України від 08.11.2001 № 1056/2001 корпорація в складі Міністерства транспорта України була ліквідована і утворена нова Державна служба автомобільних доріг України (Укравтодор).
- Починаючи з 2002 року дорожне господарство України почало перехід на інноваційну модель розвитку, в результаті якого були розмежовані функції державного і господарського управління: функції державного управління покладені на Державну службу автомобільних доріг України, а функції господарського управління — на вАО Державна акціонерна компанія «Автомобільні дороги України».
- «Укравтодор» у 2017 р. витратив 20 млрд грн бюджетних коштів[10]

## Основні завдання
- підготовка пропозицій щодо формування державної політики у сфері дорожнього господарства та забезпечення її реалізації;
- розроблення і реалізація стратегії розвитку дорожнього господарства;
- підготовка та організація виконання з питань, що належать до його компетенції, державних програм розбудови транспортних коридорів, забезпечення надійного і безпечного руху автомобільними дорогами загального користування (далі — автомобільні дороги), вдосконалення і забезпечення розвитку дорожнього господарства;
- здійснення відповідно до законодавства державного регулювання і контролю у сфері дорожнього господарства, державного управління автомобільними дорогами;
- організація реконструкції, ремонту та утримання автомобільних доріг, відповідного інженерного облаштування, об'єктів дорожнього сервісу та інших споруд.

Укравтодор реалізує свої повноваження безпосередньо та через органи управління на місцях.
Рішення Укравтодору, прийняті в межах його повноважень, обов'язкові для виконання іншими органами виконавчої влади, органами місцевого самоврядування, підприємствами, установами та організаціями незалежно від форми власності та громадянами.

## Ресурси
У підрядників Укравтодору наявні:
- 70 асфальтобетонних заводів, що можуть виробити 120 т асфальтобетонної суміші щоденно
- 9 506 працівників та механізаторів, 750 окремих ремонтних бригад
- 511 котків, 1 040 самоскидів, 245 фрезерувальних машин, 700 допоміжних автомобілів

## Керівництво
Голова Укравтодору призначається на посаду та звільняється з посади Кабінетом Міністрів України за пропозицією Комісії з питань вищого корпусу державної служби.
- 1990—1993 Віктор Гуц
- 1994—1997 Віктор Гуц
- 2001—2003 Володимир Демішкан[13]
- березень 2005 — серпень 2006 Вадим Гуржос[13][14]
- 14 серпня 2006—2007 Володимир Демішкан[13]
- 9 січня 2008 — 21 серпня 2008 Петро Кравчук
- 20 серпня 2008 — березень 2010 Вадим Гуржос[14]
- 17 березня 2010 — 17 травня 2010 Валерій Вощевський
- 26 травня 2010 — 4 лютого 2011 Володимир Демішкан
- 12 березня 2014 — 4 червня 2014 Олександр Малін[15]
- 4 червня 2014 — 16 вересня 2015 Сергій Підгайний[15][16]
- 7 жовтня 2015 — 2 червня 2016 Андрій Батищев[17]
- 2 червня 2016 — 19 жовтня 2016 (в.о.) Євген Барах[18]
- 19 жовтня 2016 — 1 жовтня 2019 (в.о.) Славомір Новак, призначений Кабінетом Міністрів України виконувачем обов'язків голови «Укравтодору».[19][20]
- 2 жовтня 2019 — 19 листопада 2019 (в.о.) Олег Федоренко[21]
- 19 листопада 2019 — 21 травня 2021 Олександр Кубраков[22][23]
- 13 вересня 2021 — 13 січня 2023 Євген Кузькін[24]